# Milna, Hvar
Milna je majhno turistično naselje na otoku Hvaru (Hrvaška), ki upravno spada pod mesto Hvar; le-ta pa spada pod Splitsko-dalmatinsko županijo.
Milna je najmlajše naselje na otoku, nastalo leta 1962, ko so se pričeli ob širokem zalivu naseljevati prebivalci iz opuščenega Malega Grablja. Kraj leži na južni strani otoka okoli 4 km vzhodno od mesta Hvara.
Zaliv okoli katerega se razprostira naselje je dobro sidrišče, naravno zaščiteno pred vsemi vetrovi, razen pred južnimi. Kraj ima več peščenih plaž, ki so med seboj ločene z borovimi gozdički. V Milni se nahaja sedem restavracij v katerih lahko poskusite tradicionalne dalmatinske specialitete in vrhunska hvarska vina.

## Demografija
| Pregled števila prebivalcev po letih | Pregled števila prebivalcev po letih | Pregled števila prebivalcev po letih | Pregled števila prebivalcev po letih | Pregled števila prebivalcev po letih | Pregled števila prebivalcev po letih | Pregled števila prebivalcev po letih | Pregled števila prebivalcev po letih | Pregled števila prebivalcev po letih | Pregled števila prebivalcev po letih | Pregled števila prebivalcev po letih | Pregled števila prebivalcev po letih | Pregled števila prebivalcev po letih | Pregled števila prebivalcev po letih | Pregled števila prebivalcev po letih |
| ------------------------------------ | ------------------------------------ | ------------------------------------ | ------------------------------------ | ------------------------------------ | ------------------------------------ | ------------------------------------ | ------------------------------------ | ------------------------------------ | ------------------------------------ | ------------------------------------ | ------------------------------------ | ------------------------------------ | ------------------------------------ | ------------------------------------ |
| 1857                                 | 1869                                 | 1880                                 | 1890                                 | 1900                                 | 1910                                 | 1921                                 | 1931                                 | 1948                                 | 1953                                 | 1961                                 | 1971                                 | 1981                                 | 1991                                 | 2001                                 |
| 0                                    | 0                                    | 0                                    | 0                                    | 0                                    | 0                                    | 0                                    | 0                                    | 0                                    | 0                                    | 82                                   | 79                                   | 79                                   | 73                                   | 90                                   |